# Major Oak

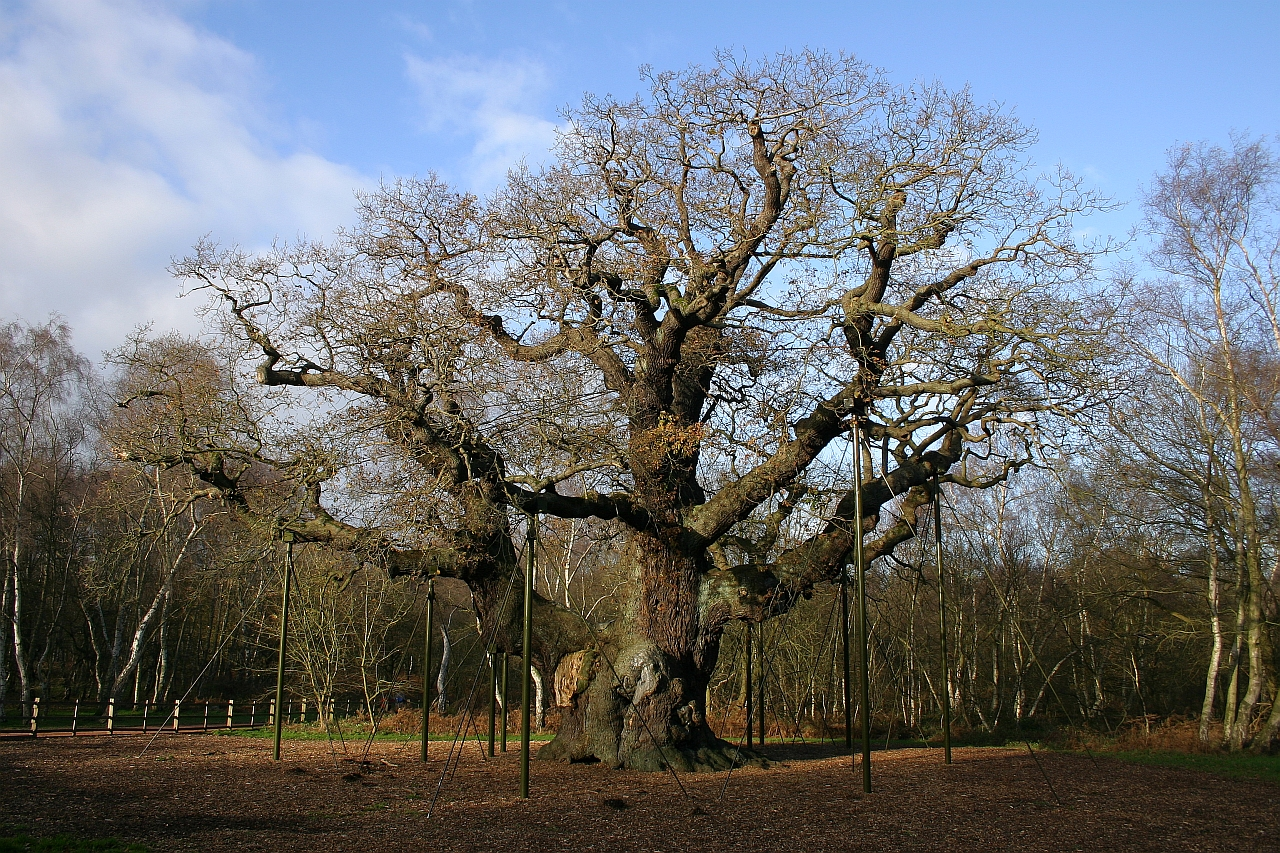
Le Major Oak en décembre 2006

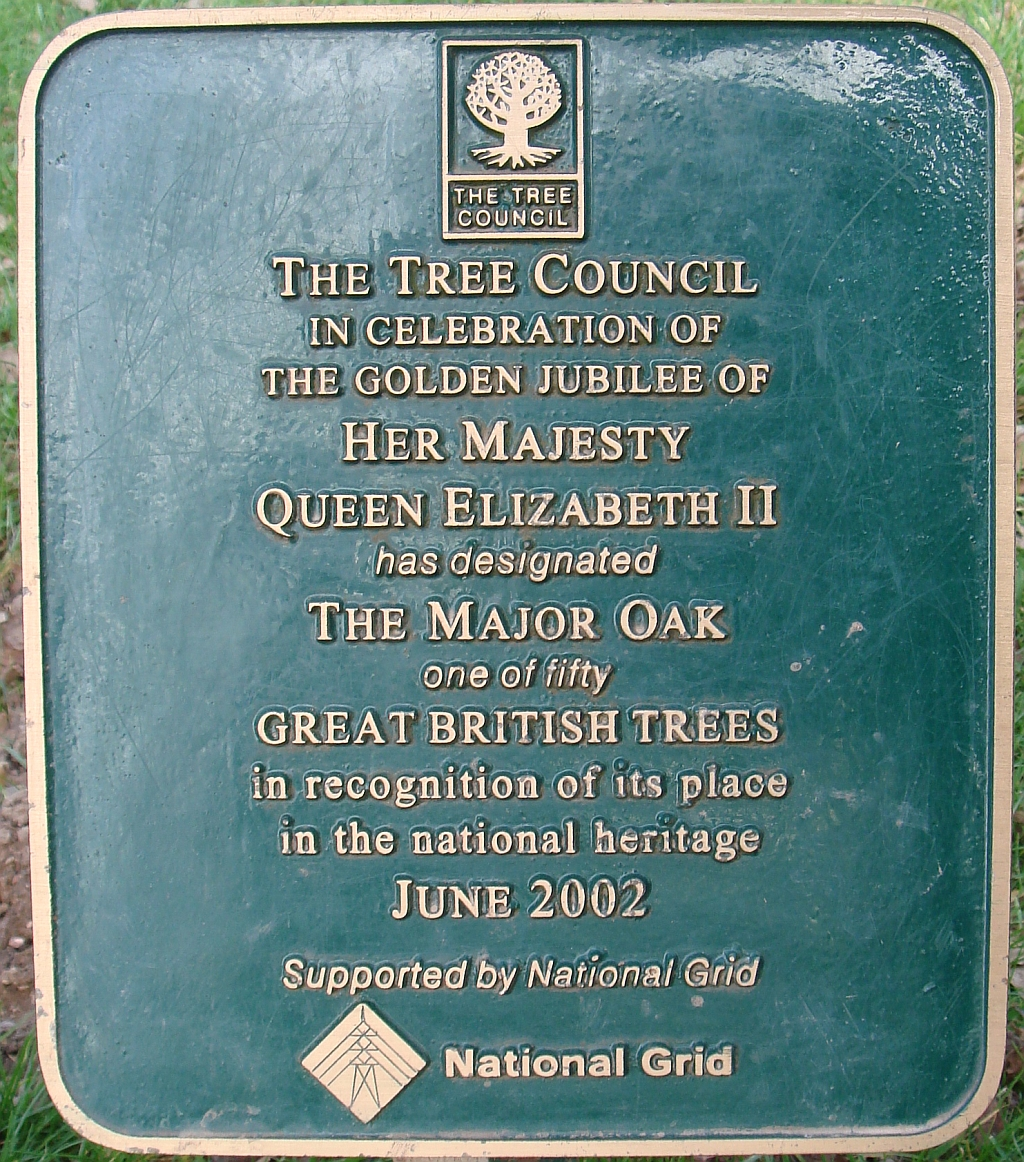
Plaque indiquant que le Major Oak est un des grands arbres britanniques

Major Oak (« chêne major », « chêne majeur » ou « chêne aîné » en anglais) désigne un chêne pédonculé (Quercus robur) de très grande taille situé au cœur de la forêt de Sherwood, près du village d'Edwinstowe, dans le Nottinghamshire, en Angleterre. Selon le folklore local, il aurait servi de repaire à Robin des Bois.

## Présentation
Il a été estimé que le Major Oak pèserait 23 tonnes, aurait une circonférence de 33 pieds (10 mètres) et qu'il aurait entre 800 et 1000 ans (donc, au temps légendaire de Robin des Bois, il n'était qu'un frêle chêneau). Plusieurs hypothèses ont été émises pour expliquer sa grande taille et sa forme si particulière :
- il pourrait être la fusion de plusieurs arbres génétiquement proches (issus des glands d'un même chêne disparu) lorsqu'ils n'étaient encore que des chêneaux (mais dans la nature, de telles fusions sont très rares, et l'arbre n'a qu'un seul génome) ;
- il aurait été foudroyé et ses premières pousses auraient été brûlées, et il aurait réagi par une forte ramification à partir du tronc resté en vie (mais c'est indémontrable car si c'est le cas, les traces de brûlures se trouvent au cœur de l'épaisseur du bois) ;
- il aurait été élagué par les bûcherons à la manière d'une trogne, avec les mêmes effets qu'un foudroiement (mais cela aussi reste indémontrable et aucun arbre des environs n'a subi un tel élagage).

L'arbre tire son nom de sa description qu'en a fait le major Hayman Rooke en 1790. Depuis la période victorienne, ses branches massives sont en partie maintenues par des échafaudages. En février 1998, une entreprise locale cultive des boutures de l'arbre avec l'intention d'envoyer des pieds pour les planter dans les plus grandes villes du monde.
Le Major Oak a été présenté dans l'émission de télévision Seven Natural Wonders comme une des merveilles des Midlands.
En 1998, un habitant de Mansfield a reçu une mise en garde par la police de Nottinghamshire pour avoir vendu des glands provenant prétendument du Major Oak (comprenant un certificat d'authenticité) à des Américains via Internet.
En juin 2002, le Tree Council a désigné le Major Oak comme un des cinquante Great British Trees pour sa place dans le patrimoine national britannique.
En 2014, le Major Oak a été élu « arbre de l'année ».
En 2017, l'ONG « Les Amis de la Terre » annonce que le groupe pétrochimique « Ineos » compte lancer des forages géologiques dans la région en vue d'y détecter la présence de gaz de schiste, dont un « à quelques centaines de mètres du Major Oak ».